# Francesco Maria Brancaccio
Francesco Maria Brancaccio (Canneto di Bari, 15 aprile 1592 – Roma, 9 gennaio 1675) è stato un cardinale e vescovo cattolico italiano.

## Biografia

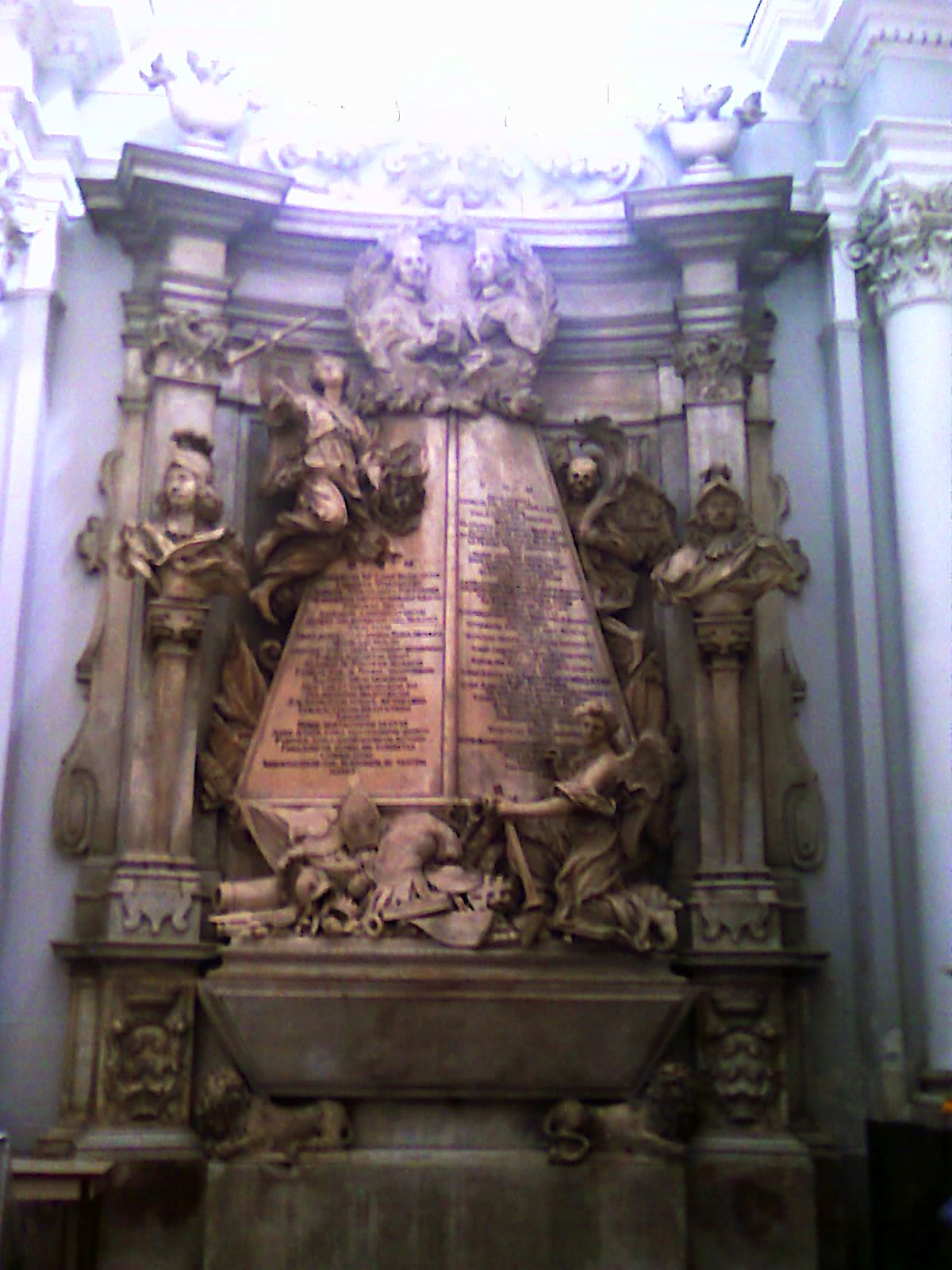
Sepoltura del cardinale Brancaccio.

Nacque il 15 aprile 1592, appartenente alla nobile famiglia napoletana dei Brancaccio, figlio del barone Muzio II Brancaccio, governatore di Bari, e di Zenobia di Costanzo.
Papa Urbano VIII lo elevò al rango di cardinale nel concistoro del 28 novembre 1633.
Morì il 9 gennaio 1675. Il Brancaccio dispose, nelle sue volontà testamentarie datate al 3 gennaio 1675, che la propria biblioteca, comprendente circa 20000 volumi, venisse destinata all'istituzione di una biblioteca pubblica a Napoli. Tale lascito avrebbe costituito il nucleo della futura Biblioteca Brancacciana, che sarebbe stata inaugurata nel 1690.
Nel 1642 gli fu dedicata la raccolta di musiche didattiche Solfeggiamenti et ricercari a due voci (Lodovico Grignani, Roma 1642) di Giovanni Gentile. Nel frontespizio della medesima raccolta è citato come «CARD. FRANCESCO MARIA / BRANCACCIO. / VESCOVO DI VITERBO». In appendice, si trova il canone a due voci «Cavato dalle lettere vocali del nome, e cognome / DELL'EMINENTISSIMO E REVERENDISSIMO / CARDINALE BRANCACCIO».

## Genealogia episcopale e successione apostolica
La genealogia episcopale è:
- Cardinale Guillaume d'Estouteville, O.S.B.Clun.
- Papa Sisto IV
- Papa Giulio II
- Cardinale Raffaele Riario
- Papa Leone X
- Papa Clemente VII
- Cardinale Antonio Sanseverino, O.S.Io.Hier.
- Cardinale Giovanni Michele Saraceni
- Papa Pio V
- Cardinale Innico d'Avalos d'Aragona, O.S.Iacobi
- Cardinale Scipione Gonzaga
- Patriarca Fabio Biondi
- Papa Urbano VIII
- Cardinale Cosimo de Torres
- Cardinale Francesco Maria Brancaccio

La successione apostolica è:
- Vescovo Loreto de Franchis (1634)
- Vescovo Miguel Juan Balaguer Camarasa, O.S.Io.Hieros. (1635)
- Vescovo Domenico Ravenna (1635)
- Vescovo Luigi Pappacoda (1635)
- Arcivescovo Gaetano Cossa, C.R. (1635)
- Vescovo Francesco Antonio Porpora (1635)
- Vescovo Ascenzio Guerrieri (1635)
- Vescovo Cherubino Manzoni, O.F.M. (1635)
- Vescovo Bartolomeo Frigerio (1635)
- Vescovo Pietro Magri (1635)
- Vescovo Ascanio Turamini (1637)
- Vescovo Carlo Maranta (1637)
- Vescovo Domenico Giordani, O.F.M.Obs. (1637)
- Vescovo Giovanni Battista Falesi, O.P. (1638)
- Vescovo Gaspare Conturla (1638)
- Vescovo Francesco Tontori, C.R.S. (1638)
- Vescovo Felice Tamburelli (1638)
- Arcivescovo Simone Carafa Roccella, C.R. (1638)
- Vescovo Juan Pastor, O.M. (1638)
- Vescovo Camillo Ragona (1644)
- Vescovo Alessandro Rossi (1650)
- Vescovo Raffaele de Palma, O.F.M.Conv. (1650)
- Vescovo Filippo Cesarini (1655)
- Vescovo Orazio degli Albizzi (1655)
- Vescovo Giuseppe de Rossi, O.F.M.Conv. (1655)
- Vescovo Francisco Camps de la Carrera y Molés (1655)
- Vescovo Maxmilián Rudolf Schleinitz (1655)
- Vescovo Juan Caramuel y Lobkowitz, O.S.B. (1657)
- Vescovo Michelangelo Vaginari, O.F.M.Obs. (1659)
- Vescovo Giovanni Montoya de Cardona Montoja (1659)
- Vescovo Giovanni Carlo Valentini (1659)
- Vescovo Antonio Ricciulli (1659)
- Vescovo Carlo de Angelis (1663)
- Vescovo Antonio Cervini (1663)
- Vescovo Paolo Carafa, C.R. (1665)
- Vescovo Tommaso Acquaviva d’Aragona, O.P. (1668)
- Vescovo Giuseppe Spinucci (1668)
- Vescovo Fulgenzio Arminio Monforte, O.S.A. (1669)
- Vescovo Marcantonio Vincentini (1669)
- Vescovo Filippo Alfieri Ossorio (1669)
- Vescovo Giovanni Antonio Geloso (1669)
- Vescovo Vincenzo Maria da Silva, O.P. (1671)
- Arcivescovo John Brenan (1671)

## Ascendenza
|                                             |                                              |                                          | Genitori                                |  |  | Nonni |  |  | Bisnonni                               |  |  | Trisnonni                                                |  |
|                                             |                                              |                                          |                                         |  |  |       |  |  | Muzio I Brancaccio, barone di Spinazzo |  |  | Giovanni Carlo Brancaccio, barone di Spinazzo e Giungano |  |
|                                             |                                              |                                          |                                         |  |  |       |  |  | Muzio I Brancaccio, barone di Spinazzo |  |  | Giovanni Carlo Brancaccio, barone di Spinazzo e Giungano |  |
|                                             |                                              | Porzia                                   |                                         |  |  |       |  |  | Muzio I Brancaccio, barone di Spinazzo |  |  |                                                          |  |
| Carlo Brancaccio, barone di Frignano        |                                              |                                          |                                         |  |  |       |  |  | Muzio I Brancaccio, barone di Spinazzo |  |  |                                                          |  |
|                                             |                                              | Sarra                                    | …                                       |  |  |       |  |  |                                        |  |  |                                                          |  |
|                                             |                                              | Sarra                                    | …                                       |  |  |       |  |  |                                        |  |  |                                                          |  |
|                                             |                                              | Sarra                                    | …                                       |  |  |       |  |  |                                        |  |  |                                                          |  |
| Muzio II Brancaccio, barone di San Cipriano |                                              | Sarra                                    |                                         |  |  |       |  |  |                                        |  |  |                                                          |  |
|                                             |                                              | Giovanni Angelo Pisanelli                | …                                       |  |  |       |  |  |                                        |  |  |                                                          |  |
|                                             |                                              | Giovanni Angelo Pisanelli                | …                                       |  |  |       |  |  |                                        |  |  |                                                          |  |
|                                             |                                              | Giovanni Angelo Pisanelli                | …                                       |  |  |       |  |  |                                        |  |  |                                                          |  |
| Camilla Pisanelli                           |                                              | Giovanni Angelo Pisanelli                |                                         |  |  |       |  |  |                                        |  |  |                                                          |  |
|                                             |                                              | Porzia Carafa                            | Adriano Carafa, signore di Forli        |  |  |       |  |  |                                        |  |  |                                                          |  |
|                                             |                                              | Porzia Carafa                            | Adriano Carafa, signore di Forli        |  |  |       |  |  |                                        |  |  |                                                          |  |
|                                             |                                              | Porzia Carafa                            | Caterina della Marra                    |  |  |       |  |  |                                        |  |  |                                                          |  |
| Francesco Maria Brancaccio                  |                                              | Porzia Carafa                            |                                         |  |  |       |  |  |                                        |  |  |                                                          |  |
|                                             | Alessandro di Costanzo, signore di Cantalupo | …                                        |                                         |  |  |       |  |  |                                        |  |  |                                                          |  |
|                                             | Alessandro di Costanzo, signore di Cantalupo | …                                        |                                         |  |  |       |  |  |                                        |  |  |                                                          |  |
|                                             | Alessandro di Costanzo, signore di Cantalupo | …                                        |                                         |  |  |       |  |  |                                        |  |  |                                                          |  |
| Nicola Francesco di Costanzo                | Alessandro di Costanzo, signore di Cantalupo |                                          |                                         |  |  |       |  |  |                                        |  |  |                                                          |  |
|                                             |                                              | Roberta Sanframondo                      | …                                       |  |  |       |  |  |                                        |  |  |                                                          |  |
|                                             |                                              | Roberta Sanframondo                      | …                                       |  |  |       |  |  |                                        |  |  |                                                          |  |
|                                             |                                              | Roberta Sanframondo                      | …                                       |  |  |       |  |  |                                        |  |  |                                                          |  |
| Zenobia di Costanzo                         |                                              | Roberta Sanframondo                      |                                         |  |  |       |  |  |                                        |  |  |                                                          |  |
|                                             |                                              | Galeotto Carafa, conte di Santa Severina | Nicola Carafa, signore di Pascarola     |  |  |       |  |  |                                        |  |  |                                                          |  |
|                                             |                                              | Galeotto Carafa, conte di Santa Severina | Nicola Carafa, signore di Pascarola     |  |  |       |  |  |                                        |  |  |                                                          |  |
|                                             |                                              | Galeotto Carafa, conte di Santa Severina | Maria de Guevara                        |  |  |       |  |  |                                        |  |  |                                                          |  |
| Maria Carafa                                |                                              | Galeotto Carafa, conte di Santa Severina |                                         |  |  |       |  |  |                                        |  |  |                                                          |  |
|                                             |                                              | Eleonora d'Aquino                        | Ladislao II d'Aquino, duca di Bisceglie |  |  |       |  |  |                                        |  |  |                                                          |  |
|                                             |                                              | Eleonora d'Aquino                        | Ladislao II d'Aquino, duca di Bisceglie |  |  |       |  |  |                                        |  |  |                                                          |  |
|                                             |                                              | Eleonora d'Aquino                        | Feliciana Carafa                        |  |  |       |  |  |                                        |  |  |                                                          |  |
|                                             |                                              | Eleonora d'Aquino                        |                                         |  |  |       |  |  |                                        |  |  |                                                          |  |